# Jackie Tohn
Jaclyn "Jackie" Tohn (n. 24 de agosto de 1980) es una actriz y cantante estadounidense.

## Carrera
Jaclyn Tohn nació en Oceanside, en el estado de Nueva York, hija de Alan Tohn, un vendedor de documentos raros en eBay, y Bella Tohn. Comenzó a actuar profesionalmente alrededor de los 9 años, pero su primer papel principal vino con la serie The Nanny (La niñera) cuando tenía 12 años. Asistió a la escuela Camp Lokanda, en Glen Spey, Nueva York, y a la secundaria Oceanside High School, ubicada en el condado de Nassau, también en Nueva York. Luego, asistió a la Universidad de Delaware durante un semestre y se especializó en educación primaria y en otoño de 1998 ingresó en un grupo a cappella llamado The Deltones. En noviembre de 1999, protagonizó la obra de teatro de un acto "This Property is Condemned", de Tennessee Williams, en el Chapell Street Theater.
Luego se fue a vivir a Los Ángeles junto a su madre, quien era su agente en ese momento. Interpretó a Tina en la obra "Tony-n-Tina's Wedding" en el Henry Fonda Theatre en Los Ángeles. También fue la primera en interpretar el papel de Joanie en "Body Snatchers: The Musical" en el Oddisey Theatre de Los Ángeles.
En marzo de 2004, protagonizó la obra "Jewtopia" en el teatro Coast Playhouse de West Hollywood, en Los Ángeles, la cual estuvo en cartel desde el 8 de mayo de 2003 hasta agosto de 2004, estableciendo un récord como la obra de comedia de más duración en Los Ángeles. Los productores de la obra decidieron entonces trasladarla al Westside Arts Theater de Nueva York, y Tohn se mudó para conservar el trabajo.
Comenzó a realizar shows de guitarra acústica en abril de 2004 y en noviembre de 2005 lanzó un EP llamado "The Golden Girl", el cual fue grabado en un estudio en Tarrytown, Nueva York. Tohn ha tocado en lugares reconocidos como Pianos, The Living Room, CBGB, The Cutting Room y The Rothko en Nueva York, y en Higland Grounds, The Mint y Wizard Finger en Los Ángeles.
En 2002 actuó en la película "Dawg" (2002), también conocida como "Bad Boy", junto a Denis Leary. En el mismo año también apareció en las películas "Deuces Wild", interpretando el papel de Mary Ann, y "Return to Sleepaway Camp", en el papel de Linda.
En 2007 interpretó a Faith en la película "Postal", y al año siguiente apareció en la película para televisión "Giants of Radio" (2008).
Tohn participó en dos episodios piloto, uno para MTV llamado "Show Me The Movie", y otro para la cadena FOX llamado "Prudy and Judy". Además, ha tenido participaciones como invitada a series como The Sopranos, Strangers with Candy, Ángel, Veronica Mars y It's Always Sunny in Philadelphia.
En 2007 actuó en los cortometrajes "Smile", "Discovering The Wheels", "The Malibu Myth", "The Legend of Donkey-Tail Willie" y "Catch" (en el que se la puede ver tocando la guitarra), los cuales fueron producidos como parte del reality show "On the Lot".
Tohn apareció en el video musical de la canción "Been Doin' It", del artista de hip-hop Gotham Green.

### American Idol
En 2009, Tohn participó de la octava temporada de "American Idol" y logró llegar hasta la semana de Hollywood, alcanzando el Top 36 de la octava temporada. Formó parte del primer grupo de doce participantes que actuaron primero, donde resultó eliminada.

### Platinum Hit
En 2011, apareció en el reality show de competición de cantautores "Platinum Hit" del canal de televisión Bravo, como uno de los doce aspirantes al título, quedando en séptimo lugar.

### House of Lies
En 2013 apareció en la segunda temporada de la serie de televisión "House of Lies".

### ERB
En 2019 Jackie Tohn participó en el cuarto episodio de la sexta temporada de Epic Rap Battles of History interpretando a la actriz y comediante estadounidense Joan Rivers.

## Discografía

### Álbumes de estudio
| Año  | Detalles del álbum                                                  |
| ---- | ------------------------------------------------------------------- |
| 2009 | Beguiling - Lanzamiento: 20 de marzo de 2009 - Sello: independiente |
| 2010 | 2.Yo - Lanzamiento: 11 de mayo de 2010 - Sello: independiente       |

## Filmografía selecta
| Año       | Película/Programa        | Personaje    | Notas           |
| --------- | ------------------------ | ------------ | --------------- |
| 1992      | The Nanny                | Cameo        | Personaje menor |
| 2002      | Deuces Wild              | Mary Ann     |                 |
| 2007      | Postal                   | Faith        | Co-protagonista |
| 2008      | Return to Sleepaway Camp | Linda        | Co-protagonista |
| 2008      | The Closer               | Kim Reynolds |                 |
| 2017-2019 | GLOW                     | Melrose      | Secundaria      |
| 2023      | Papás a la antigua       | Cara Brody   |                 |

- Datos: Q3805729
- Multimedia: Jackie Tohn / Q3805729